# Strzegowo (województwo zachodniopomorskie)
Strzegowo (niem. Stregow) – wieś w północno-zachodniej Polsce, położona w województwie zachodniopomorskim, w powiecie kamieńskim, w gminie Wolin, w pobliżu drogi wojewódzkiej nr 108.
W latach 1946–1998 miejscowość położona była w województwie szczecińskim.
We Strzegowie znajduje się zabytkowy park dworski z XIX wieku, pozostałość po dworze.
Na północno-zachodnim skraju wsi (działka nr 21), przy fragmencie zadrzewienia przylegającego do dawnego zespołu folwarcznego rosną 2 okazałe drzewa uznane za pomniki przyrody. Są to: klon zwyczajny o obwodzie 297 cm oraz jesion wyniosły o obwodzie 265 cm.